# Априлци

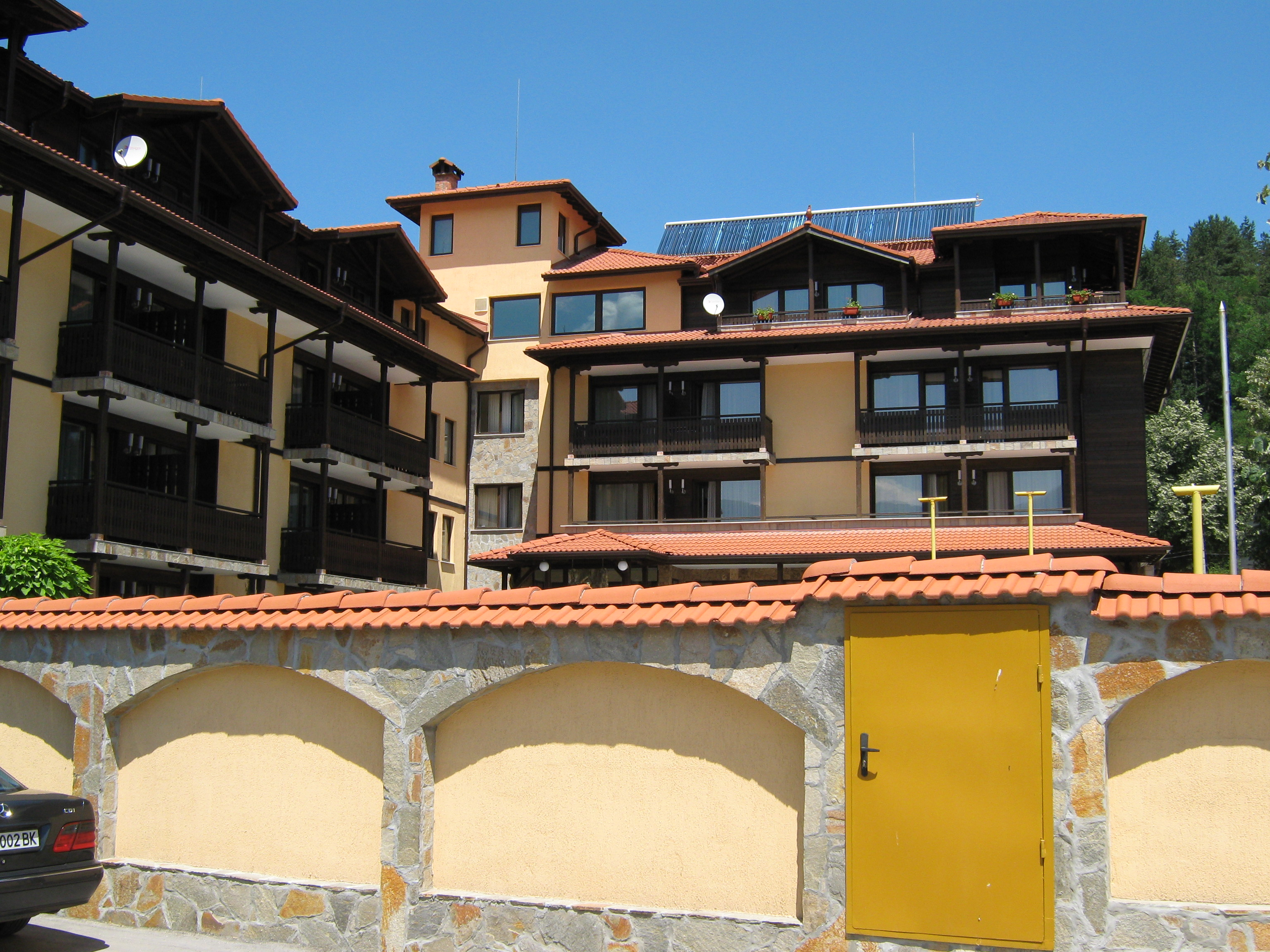
Отель в Априлцах

Априлци (болг. Априлци) — город в Болгарии. Находится в Ловечской области, центр общины Априлци. Население города в мае 2008 года составляло 3209 человек.
Город расположен в котловине у подножия гор Стара-Планина, и неподалёку от вершины — Ботев. К городу есть автодорога от города Троян, а также есть проезд от шоссе София — Варна, перед ответвлением дороги на город Севлиево. Есть также возможность проезда от Севлиево через село Сенник.

## История
Априлци как город, создан в 1976 году путём объединения четырёх отдельных сёл, которые ныне являются кварталами города: Ново-Село, Зла-Река, Видима и Острец.

## Политическая ситуация
Априлци подчиняется непосредственно общине и не имеет своего кмета.
Кмет (мэр) общины Априлци — Младен Максимов Пелов (коалиция в составе 3 партий: Демократы за сильную Болгарию (ДСБ), Национальное движение «Симеон Второй» (НДСВ), Союз демократических сил (СДС)) по результатам выборов 2007 года. Ранее, с 1999 года кметом был Иван Пиров (Болгарская социалистическая партия (БСП)), а до него, с 1995 года — Стоян Иванов (Народный союз).